# Pavle Bošković
Pavle „maden“ Bošković (12. November 1998) ist ein montenegrinischer E-Sportler in der Disziplin Counter-Strike: Global Offensive. Er ist nach Preisgeld der erfolgreichste E-Sportler seines Landes.

## Karriere
Nach mehreren kleineren Stationen wechselte Bošković im September 2019 zum Team SMASH Esports. Nachdem das Team im November von der Organisation Godsent übernommen wurde, siegte er bei der WePlay! Forge of Masters Season. Zudem erreichte er das Halbfinale in der DreamHack Open Winter 2019 und der DreamHack Open Sevilla 2019. Im folgenden Jahr erzielte er den 3.–4. Platz bei der Ice Challenge 2020 und der DreamHack Masters Winter 2020: Europe.
Im Januar 2021 wurde das Team von der chinesischen Organisation FunPlus Phoenix übernommen. In diesem Jahr siegte er beim Snow Sweet Snow #1. Überdies erreichte er das Finale bei der DreamHack Open January 2021: Europe.
2022 wechselte Bošković zum finnischen Clan Ence. Nach einem Sieg im Blast Premier: Spring European Showdown 2022 und einem zweiten Platz bei der ESL Pro League Season 15 nach einer 1:3-Niederlage gegen den Faze Clan spielte er im PGL Major Antwerp 2022 sein erstes Major-Turnier. Dort erreichte er nach einer 0:2-Niederlage gegen Natus Vincere das Halbfinale. Anschließend erzielte er den zweiten Platz bei der IEM Dallas 2022 und der ESL Challenger at DreamHack Rotterdam 2022. Im IEM Major: Rio 2022 erreichte er den 9.–11. Platz.
2023 erzielte er zu Beginn des Jahres einen dritten Platz im CCT Central Europe Malta Finals und einen 3.–4. Platz bei der ESL Pro League Season 17. Im BLAST.tv Major: Paris 2023 erzielte er den 12.–14 Rang. Das anschließende Turnier, die IEM Dallas 2023 gewann Bošković mit einem 2:0-Sieg gegen Mouz. In diesem Jahr erreichte er außerdem das Finale in der ESL Challenger Katowice 2023, der IEM Cologne 2023 und dem Gamers8 2023. Überdies erreichte er das Halbfinale in der ESL Pro League Season 18, der CS Asia Championships 2023 und dem Elisa Masters Espoo 2023. Im Dezember wechselte er zur saudi-arabischen Organisation Team Falcons.
2024 erzielte er den 3.–4. Rang in der IEM Katowice 2024 sowie im BetBoom Dacha Belgrade 2024 #1. Nachdem er mit Team Falcons bei beiden Major-Turnieren des Jahres bereits im Qualifikationsturnier ausgeschieden war, wurde er im November auf die Bank gesetzt.

## Erfolge
Dies ist ein Ausschnitt der Erfolge von Bošković. Da Counter-Strike in Wettkämpfen stets in Fünfer-Teams gespielt wird, beträgt das persönliche Preisgeld ein Fünftel des gewonnenen Gesamtpreisgeldes des Teams.
| Jahr                             | Platz                            | Turnier                                    | Team                             | Persönliches Preisgeld           |
| Counter Strike: Global Offensive | Counter Strike: Global Offensive | Counter Strike: Global Offensive           | Counter Strike: Global Offensive | Counter Strike: Global Offensive |
| -------------------------------- | -------------------------------- | ------------------------------------------ | -------------------------------- | -------------------------------- |
| 2019                             | 1.                               | WePlay! Forge of Masters Season 2          | Godsent                          | 010.000 $                        |
| 2020                             | 3.–4.                            | DreamHack Open Winter 2019                 | Godsent                          | 02.000 $                         |
| 2020                             | 3.–4.                            | DreamHack Open DreamHack Open Sevilla 2019 | Godsent                          | 02.000 $                         |
| 2020                             | 3.–4.                            | Ice Challenge 2020                         | Godsent                          | 05.000 $                         |
| 2020                             | 3.–4.                            | DreamHack Masters Winter 2020: Europe      | Godsent                          | 02.400 $                         |
| 2021                             | 2.                               | DreamHack Open January 2021: Europe        | FunPlus Phoenix                  | 03.000 $                         |
| 2021                             | 1.                               | Snow Sweet Snow #1                         | FunPlus Phoenix                  | 08.000 $                         |
| 2022                             | 2.                               | ESL Pro League Season 15                   | Ence                             | 018.000 $                        |
| 2022                             | 3.–4.                            | PGL Major Antwerp 2022                     | Ence                             | 014.000 $                        |
| 2022                             | 2.                               | IEM Dallas 2022                            | Ence                             | 08.400 $                         |
| 2022                             | 2.                               | ESL Challenger at DreamHack Rotterdam 2022 | Ence                             | 04.000 $                         |
| 2023                             | 3.                               | CCT Central Europe Malta Finals            | Ence                             | 05.000 $                         |
| 2023                             | 3.–4.                            | ESL Pro League Season 17                   | Ence                             | 010.000 $                        |
| 2023                             | 1.                               | Intel Extreme Masters Dallas 2023          | Ence                             | 020.000 $                        |
| 2023                             | 2.                               | ESL Challenger Katowice 2023               | Ence                             | 04.000 $                         |
| 2023                             | 2.                               | Intel Extreme Masters Cologne 2023         | Ence                             | 036.000 $                        |
| 2023                             | 2.                               | Gamers8 2023                               | Ence                             | 036.000 $                        |
| 2023                             | 3.–4.                            | ESL Pro League Season 18                   | Ence                             | 010.000 $                        |
| Counter-Strike 2                 |                                  |                                            |                                  |                                  |
| 2023                             | 3.–4.                            | CS Asia Championships 2023                 | Ence                             | 010.000 $                        |
| 2023                             | 3.–4.                            | Elisa Masters Espoo 2023                   | Ence                             | 03.000 $                         |
| 2024                             | 3.–4.                            | Intel Extreme Masters Katowice 2024        | Team Falcons                     | 016.000 $                        |
| 2024                             | 3.–4.                            | BetBoom Dacha Belgrade 2024 #1             | Team Falcons                     | 010.000 $                        |